# Мануил Георгиу
Мануил Георгиу (на гръцки: Μανουήλ Γεωργίου) е виден гръцки зограф от XIХ век.

## Биография
Роден е в македонската паланка Селица (днес Ератира, Гърция), Сятищко. Учи при баща си Георгиос Мануил, с когото работи.
В 1835 година с баща си изписва параклиса „Свети Архангели“ на Завордския манастир „Свети Никанор“. Подписът им гласи „διά χειρός Γεωργίου Ζωγράφου και υιού αυτού εκ Σελίτζης“.
В 1843 година с баща си изписва храма „Свети Николай“ в берското село Жервохор. Напълно сходен по палеографските си особености с надписа в Жервохор е този на храма „Свети Безсребреници“ в съседното Ниси, очевидно дело на двамата селишки зографи. Това се потвърждава и от иконата на Богородица с Младенеца на престола (Врефократуса) в църквата „Успение Богородично“ в Гида е датирана 14 октомври 1843 година и е подписана „Мануил Георгиу Зограф от Селица“ (Μανουήλ ο του Γεωργίου Ζωγράφου εκ Σελίτσης). Двамата работят и в Добърския манастир и в „Света Петка“ във Въдрища, Ениджевардарско.
В 1850 - 1851 зографската тайфа, водена от Мануил и съселянина му Константин Йоану, изработва по-голямата част от иконите на красивия иконостас в охридската църква „Големи Свети Врачи“.
В 1854 година рисува в светогорския манастир Великата Лавра, като оставя дата 2 май.
В 1869 година вече самостоятелно изписва католикона на Завордския манастир. Подписът му гласи „διά χειρός Μανουήλ Ζωγράφου εκ Σελίτζης“.
- Ктиторският надпис в „Свети Николай“ в Жервохор, 1843 г.
- Ктиторският надпис в „Свети Безсребреници“ в Ниси, след 1840 г.